# Kiss 40
Kiss 40 Years: Decades Of Decibels je kompilační 2CD skupiny Kiss z roku 2014 vydané u příležitosti oslav 40 let existence skupiny. Album obsahuje jednu píseň z každé desky Kiss včetně sólových a živých alb.

## Seznam skladeb

### CD 1
| Pořadí         | Název                                            | Původní album          | Délka |
| -------------- | ------------------------------------------------ | ---------------------- | ----- |
| 1.             | Nothin' to Lose                                  | Kiss                   | 3:22  |
| 2.             | Let Me Go, Rock 'n' Roll                         | Hotter Than Hell       | 2:13  |
| 3.             | C'mon and Love Me                                | Dressed to Kill        | 2:54  |
| 4.             | Rock and Roll All Nite (Live)                    | Alive!                 | 3:59  |
| 5.             | God of Thunder (Demo)                            | The Box Set            | 2:54  |
| 6.             | Beth                                             | Destroyer              | 2:44  |
| 7.             | Hard Luck Woman                                  | Rock and Roll Over     | 3:31  |
| 8.             | Reputation (Demo)                                | Nikdy nevydáno         | 5:38  |
| 9.             | Christine Sixteen                                | Love Gun               | 3:09  |
| 10.            | Shout It Out Loud (Live)                         | Alive II               | 3:25  |
| 11.            | Strutter ‘78                                     | Double Platinum        | 3:40  |
| 12.            | You Matter to Me                                 | Peter Criss            | 3:13  |
| 13.            | Radioactive                                      | Gene Simmons           | 3:50  |
| 14.            | New York Groove                                  | Ace Frehley            | 2:59  |
| 15.            | Hold Me, Touch Me (Think of Me When We're Apart) | Paul Stanley           | 3:37  |
| 16.            | I Was Made for Lovin' You (Singl edit)           | Dynasty                | 3:59  |
| 17.            | Shandi                                           | Unmasked               | 3:34  |
| 18.            | A World Without Heroes                           | Music from "The Elder" | 2:36  |
| 19.            | I Love It Loud                                   | Creatures of the Night | 4:12  |
| 20.            | Down on Your Knees                               | Killers                | 3:26  |
| 21.            | Lick It Up                                       | Lick It Up             | 3:52  |
| 22.            | Heaven's on Fire                                 | Animalize              | 3:16  |
| Celková délka: | Celková délka:                                   | Celková délka:         | 81:26 |

### CD 2
| Pořadí         | Název                            | Původní album                           | Délka |
| -------------- | -------------------------------- | --------------------------------------- | ----- |
| 1.             | Tears Are Falling                | Asylum                                  | 3:52  |
| 2.             | Reason to Live                   | Crazy Nights                            | 3:58  |
| 3.             | Let’s Put the X in Sex           | Smashes, Thrashes & Hits                | 3:47  |
| 4.             | Forever (Remix)                  | Hot in the Shade                        | 3:50  |
| 5.             | God Gave Rock 'N' Roll to You II | Revenge                                 | 5:19  |
| 6.             | Unholy (Live)                    | Alive III                               | 3:31  |
| 7.             | Do You Love Me? (Unplugged)      | Kiss Unplugged                          | 3:14  |
| 8.             | Room Service (Live)              | You Wanted the Best, You Got the Best!! | 3:36  |
| 9.             | Jungle (Radio edit)              | Carnival of Souls: The Final Sessions   | 4:52  |
| 10.            | Psycho Circus                    | Psycho Circus                           | 4:49  |
| 11.            | Nothing Can Keep Me from You     | Detroit Rock City                       | 4:03  |
| 12.            | Detroit Rock City (Live)         | Kiss Symphony: Alive IV                 | 4:42  |
| 13.            | Deuce (Live)                     | Kiss Instant Live                       | 3:49  |
| 14.            | Firehouse (Live)                 | Kiss Alive! 1975-2000                   | 3:51  |
| 15.            | Modern Day Delilah               | Sonic Boom                              | 3:35  |
| 16.            | Cold Gin (Live)                  | Alive 35                                | 5:30  |
| 17.            | Crazy Crazy Nights (Live)        | Sonic Boom Over Europe                  | 4:07  |
| 18.            | Hell or Hallelujah (Live)        | Monster                                 | 4:06  |
| Celková délka: | Celková délka:                   | Celková délka:                          | 70:21 |